# Josep Corominas i Colet
Josep Corominas Colet (l'Hospitalet de Llobregat, 22 de novembre de 1912 - la Garriga, 27 d'octubre de 2000) fou un atleta, periodista i dirigent esportiu català, dirigent de la Federació Catalana d'Atletisme i la Reial Federació Espanyola d'Atletisme. Sempre va saber conciliar el treball com a empleat de banca, les tasques a la federació i la labor com a periodista esportiu.

## Biografia
En la seva adolescència, amb el qui seria el famós guerriller anarquista Francesc Sabaté Llopart, el Quico, anaven a banyar-se al riu, amb una colla d'amics. Josep Corominas, però, no sabia nedar. En la postguerra en un atracament, quan Josep Corominas era director d'una entitat bancària de l'Hospitalet, el Quico va preguntar per ell i com que es trobava fent gestions a Barcelona, li va donar records “del seu amic ¡¡El Quico!!".
Als 18 anys va començar a practicar l'atletisme i al cap de poc temps va ser l'arxiver de la Federació Catalana d'Atletisme. I fou un dels impulsors d'aquest esport a Catalunya. Les seves activitats federatives es van veure interrompudes arran de la rebel·lió militar el juliol del 1936.
A la Guerra Civil va formar part, com artiller, de la 43a Divisió de l'Exèrcit Popular i va ser un dels qui van poder arribar a França quan els soldats republicans van poder trencar la Bossa de Bielsa organitzada per les tropes franquistes. Sempre va recordar la cruel cacera de l'home que van efectuar metralladores a càrrec de requetés navarresos, especialment amb els darrers fugitius.
Més tard amb les restes d'aquesta divisió que van tornar de França, a la Batalla de l'Ebre, va travessar el riu però sense la responsabilitat habitual d'artiller sinó com a soldat d'infanteria. Molts combatents van morir ofegats (en l'ofensiva i sobretot en la reculada) però Corominas, que no sabia nadar, va arribar a l'altra riba sense acabar d'entendre mai com ho va aconseguir.
Acabada la guerra va poder recuperar la seva feina habitual malgrat certes dificultats i tornar a dedicar-se a l'atletisme.
De l'any 1945 al 1948 fou president de la Federació Catalana d'Atletisme
 i va aconseguir que es conservés l'escut que tenia abans de la guerra. Per motius laborals va haver de deixar aquest càrrec. Fou seleccionador espanyol d'atletisme, vicepresident de la Federació Espanyola i uns dels més importants estadístics europeus d'aquest esport (membre de l'”Association Track & Field Statisticians”. Va arribar a tenir un arxiu de material procedent de diaris, revistes, fotos, insignies, fitxes, etc. molt complet sobre atletes no només catalans i espanyols sinó també de tot el món el qual en va fer donació a la Federació Catalana.
Va col·laborar, com a periodista esportiu, a La Vanguardia i a la Solidaridad Nacional (signant en aquest diari com a Cecil, ja que va néixer el dia de Santa Cecília). També col·loborà amb diverses revistes esportives de l'estranger. En la seva activitat periodística va set testimoni directe en molts esdeveniments esportius internacionals.
Fou també secretari del Panathlon Club que agrupava a diverses personalitats del món de l'esport. Aquest grup defensor de l'ideal esportiu i el millorament físic va ser acusat per la premsa ultra com a grup maçònic.

## Obres
Autor de diversos llibres sobre atletisme entre els quals cal mencionar
- “Medio siglo de atletismo español (1913-1964)”. És el més conegut
- “Anuario Atlético de España. 1949.”
- “El atletismo español en 1951”
- “Universiadi di Atletica (1959-1987)” amb Raul Leoni i Paul Jenes.